# Фенилетиламин
Фенилетиламин (ФEА), известен също като β-фенилетиламин (β-ФЕА) и 2-фенетиламин е органично съединение и естествени моноамиден алкалоид, трейс амин, както и име на клас съединения, с много членове които са известни с психотропно и стимулиращо действие на централната нервна система при хората.
В мозъка фенилетиламинът регулира моноаминовата невротрансмисия, в по-малка степен той също действа като невротрансмитер в централната нервна система на човека. При бозайниците се произвежда от аминокиселината фенилаланин от ензима ароматна аминокиселина декарбоксилаза чрез ензимно декарбоксилиране. Освен присъствието си в бозайниците, фенилетиламин се намира в много други организми и храни, като шоколад, особено след микробна ферментация.
Фенилетиламинът се продава като хранителна добавка за предполагаемо настроение и свързани с отслабването терапевтични ползи; въпреки това при орално поглъщане значително количество се метаболизира в тънките черва от моноамин оксидаза и след това алдехид дехидрогеназа, които я превръщат във фенилоцетна киселина. Това означава, че за значителни концентрации, които достигат до мозъка, дозировката трябва да бъде по-висока, отколкото при други методи на приложение.